# Propithecus coronatus
Propithecus coronatus är en primat i släktet sifakor som förekommer i västra Madagaskar. Djurets taxonomiska status är omstridd. Wilson & Reeder (2005) listar populationen som underart till Propithecus deckenii. IUCN godkänner den som självständig art på grund av avvikande detaljer i skallens konstruktion.

## Utseende
Denna sifaka når en kroppslängd (huvud och bål) av 39,5 till 45,5 cm och en svanslängd av 47,5 till 56,5 cm. Vikten ligger mellan 3,5 och 4,2 kg. Pälsen är övervägande vitaktig. Som kontrast har huvudets hår en mörkbrun färg. Ansiktet är nästan naken och mörkgrå. Även pälsen på buken, bröstet, övre låren och ibland på skuldrorna är mörkare i gulbrun.

## Utbredning och habitat
Utbredningsområdet ligger i centrala delen av provinsen Mahajanga. Arten vistas där i låglandet och i kulliga områden upp till 700 meter över havet. Habitatet utgörs av mangrove och av mera torra skogar.

## Ekologi
Individerna är aktiva på dagen och vilar på natten uppe i träd. De klättrar vanligen i växtligheten och kommer ibland ner till marken. Propithecus coronatus äter blad, omogna frukter och unga växtskott. Ibland intar den jord, troligen för att kompensera giftiga ämnen i födan.
Två till åtta individer bildar en flock som har ett 1,2 till 1,5 hektar stort revir. De har ett typiskt varningsläte men är allmänt ljudlös. Fortplantningssättet borde motsvara andra sifakor.

## Hot och status
Det största hotet mot arten är habitatförstöringar. Ibland dödas en individ av jägare och ibland fångas ungdjur för att hålla de som sällskapsdjur. IUCN uppskattar att beståndet minskade med 50 procent under de senaste 30 åren (tre generationer) och listar Propithecus coronatus som starkt hotad (EN).